# Aleksandr Khatúntsev
Aleksandr Vassílievitx Khatúntsev (en rus Александр Васильевич Хатунцев) (Vorónej, 2 de novembre de 1985) és un ciclista rus, que fou professional del 2005 al 2012. Ha combinat amb el ciclisme en pista on ha obtingut diverses medalles en campionats júnior i sub-23.

## Palmarès en ruta
- 2004
  - 1r a la Volta al Mar de la Xina Meridional i vencedor de 2 etapes
- 2005
  - 1r al Gran Premi de Sotxi i vencedor de 3 etapes
- 2006
  -  Campió de Rússia en ruta
  - 1r a la Volta al Mar de la Xina Meridional i vencedor de 2 etapes
  - 1r al Cinc anells de Moscou i vencedor d'una etapa
  - 1r al Gran Premi de Moscou
  - 1r al Boucle de l'Artois
  - Vencedor d'una etapa del Tour de Hainan
  - Vencedor de 3 etapes del Gran Premi de Sotxi
  - Vencedor d'una etapa de la Volta a Sèrbia
- 2009
  - 1r al Gran Premi de Moscou
  - Vencedor d'una etapa dels Cinc anells de Moscou

## Palmarès en pista
- 2002
  -  Campió del món júnior en Persecució per equips (amb Ilya Krestianinov, Serguei Ulakov i Mikhail Ignatiev)
- 2003
  -  Campió del món júnior en Persecució
  -  Campió d'Europa júnior en Persecució
- 2005
  -  Campió d'Europa sub-23 en Persecució per equips (amb Valeri Valinin, Ivan Kovaliov i Sergey Kolesnikov)

### Resultats a laCopa del Món
- 2010-2011
  - 1r a Pequín, en Persecució per equips